# Папужка
Папужка (Psephotus) — рід папуг, що поширений в Австралії. В рід включають 5 видів, один з них вимер. Для представників роду характерний статевий диморфізм.

## Опис
Це дрібні папуги, розміром тіла — 26-30 см. Характеризується одноманітним зеленкуватим забарвленням самців. Плями на щоках нечітко виражені.

## Поширення
Види мешкають в рідких лісах Австралії, де живляться насінням. Два види роду визнані як зникаючі, один вид (Psephotus pulcherrimus)  вважається вимерлим з 1929 року.

## Систематика
Підрід Psephotus:
- Psephotus haematonotus — папужка співочий
- Psephotus varius — папужка різнобарвний

Підрід Psephotellus:
- Psephotus dissimilis — папужка чорноголовий
- Psephotus chrysopterygius — папужка золотоплечий
- †Psephotus pulcherrimus — папужка червоноплечий

## Фотографії

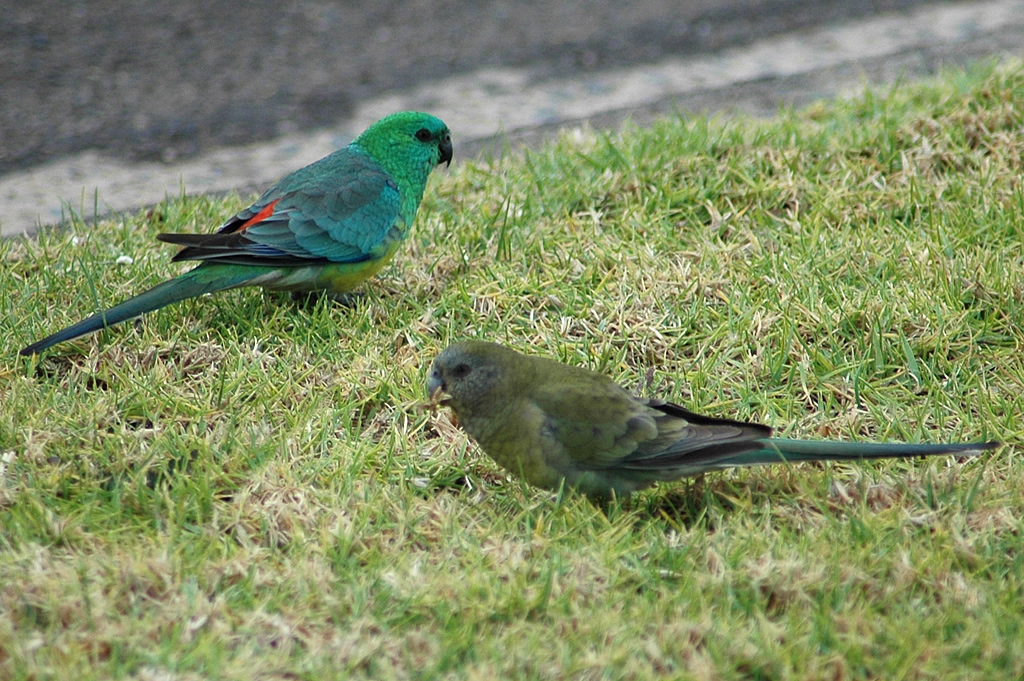
Psephotus haematonotus
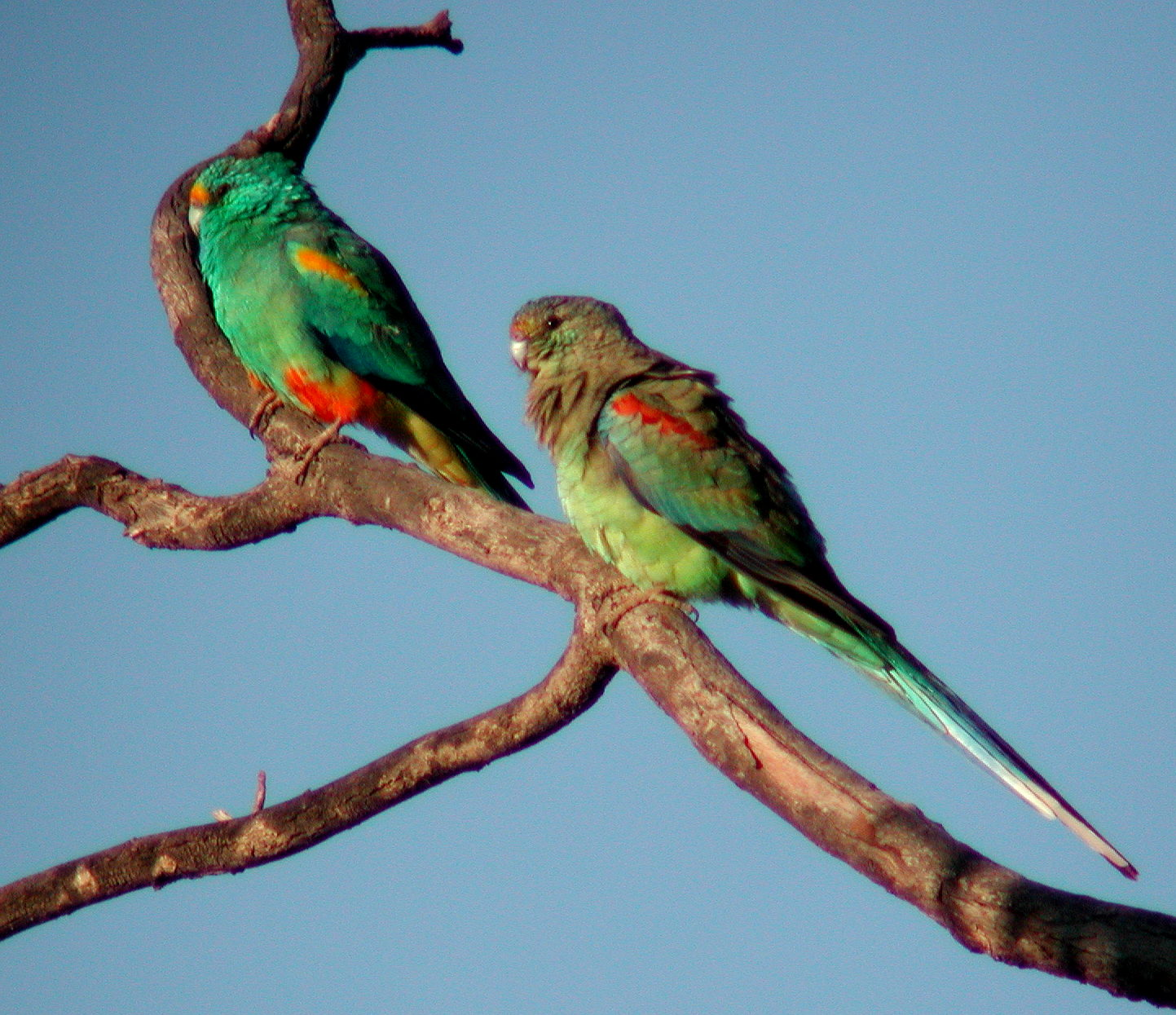
Psephotus varius
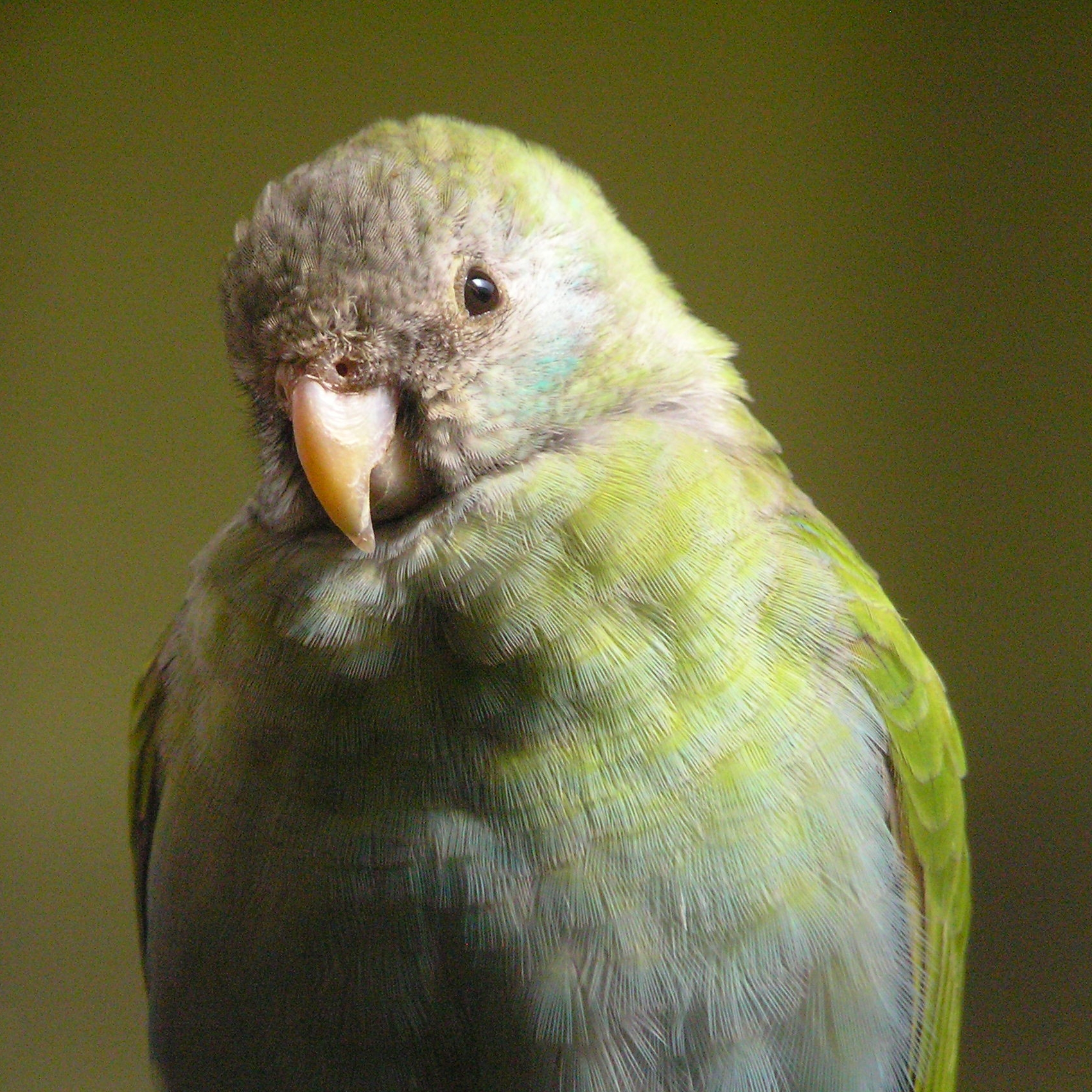
Psephotus dissimilis (самиця)
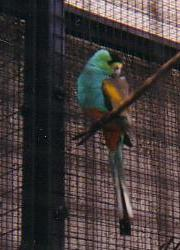
Psephotus pulcherrimus